# Conference League North 2008-2009
La Conference League North 2008-2009 è stata la 5ª edizione della seconda serie della Conference League. Rappresenta, insiema alla Conference League South, il sesto livello del calcio inglese ed il secondo del sistema "non-league". 

## Squadre partecipanti
| Squadra              | Città          | Stagione precedente                                             |
| -------------------- | -------------- | --------------------------------------------------------------- |
| AFC Telford United   | Telford        | 2º posto in Conference League North                             |
| Alfreton Town        | Alfreton       | 16º posto in Conference League North                            |
| Blyth Spartans       | Blyth          | 18º posto in Conference League North                            |
| Burscough            | Burscough      | 8º posto in Conference League North                             |
| Droylsden            | Droylsden      | 24º posto in Conference League Premier, retrocesso              |
| Farsley Celtic       | Leeds          | 22º posto in Conference League Premier, retrocesso              |
| Fleetwood Town       | Fleetwood      | 1º posto in Northern Premier League Premier Division, promosso  |
| Gainsborough Trinity | Gainsborough   | 11º posto in Conference League North                            |
| Gateshead            | Gateshead      | 3º posto in Northern Premier League Premier Division, promosso  |
| Harrogate Town       | Harrogate      | 6º posto in Conference League North                             |
| Hinckley United      | Hinckley       | 19º posto in Conference League North                            |
| Hucknall Town        | Hucknall       | 20º posto in Conference League North                            |
| Hyde United          | Hyde           | 9º posto in Conference League North                             |
| King's Lynn          | King's Lynn    | 1º posto in Southern Football League Premier Division, promosso |
| Redditch United      | Redditch       | 13º posto in Conference League North                            |
| Southport            | Southport      | 4º posto in Conference League North                             |
| Stafford Rangers     | Stafford       | 23º posto in Conference League Premier, retrocesso              |
| Stalybridge Celtic   | Stalybridge    | 3º posto in Conference League North                             |
| Solihull Moors       | Solihull       | 17º posto in Conference League North                            |
| Tamworth             | Tamworth       | 15º posto in Conference League North                            |
| Vauxhall Motors      | Ellesmere Port | 21º posto in Conference League North                            |
| Workington           | Workington     | 14º posto in Conference League North                            |

## Classifica finale
|  | Pos. | Squadra              | Pt | G  | V  | N  | P  | GF | GS | DR  |
|  | ---- | -------------------- | -- | -- | -- | -- | -- | -- | -- | --- |
|  | 1    | Tamworth             | 85 | 42 | 24 | 13 | 5  | 70 | 41 | +29 |
|  | 2    | Gateshead            | 80 | 42 | 24 | 8  | 10 | 81 | 48 | +33 |
|  | 3    | Alfreton Town        | 77 | 42 | 20 | 17 | 5  | 81 | 48 | +33 |
|  | 4    | Telford Utd          | 76 | 42 | 22 | 10 | 10 | 65 | 34 | +31 |
|  | 5    | Southport            | 76 | 42 | 21 | 13 | 8  | 63 | 36 | +27 |
|  | 6    | Stalybridge Celtic   | 70 | 42 | 20 | 10 | 12 | 71 | 50 | +19 |
|  | 7    | Droylsden            | 68 | 42 | 18 | 14 | 10 | 64 | 44 | +20 |
|  | 8    | Fleetwood Town       | 62 | 42 | 17 | 11 | 14 | 70 | 66 | +4  |
|  | 9    | Harrogate Town       | 61 | 42 | 17 | 10 | 15 | 66 | 57 | +9  |
|  | 10   | Hinckley Utd         | 57 | 42 | 16 | 9  | 17 | 56 | 59 | -3  |
|  | 11   | Vauxhall Motors      | 53 | 42 | 14 | 11 | 17 | 51 | 67 | -4  |
|  | 12   | Workington           | 51 | 42 | 13 | 12 | 17 | 54 | 55 | -1  |
|  | 13   | Gainsborough Trinity | 50 | 42 | 12 | 14 | 16 | 57 | 63 | -6  |
|  | 14   | Redditch Utd         | 50 | 42 | 12 | 14 | 16 | 49 | 61 | -12 |
|  | 15   | Blyth Spartans       | 49 | 42 | 14 | 7  | 21 | 50 | 58 | -8  |
|  | 16   | Solihull Moors       | 49 | 42 | 13 | 10 | 19 | 49 | 73 | -24 |
|  | 17   | King's Lynn          | 48 | 42 | 10 | 18 | 14 | 50 | 60 | -10 |
|  | 18   | Stafford Rangers     | 48 | 42 | 12 | 12 | 18 | 41 | 56 | -15 |
|  | 19   | Farsley Celtic       | 47 | 42 | 14 | 5  | 23 | 58 | 65 | -7  |
|  | 20   | Hyde                 | 42 | 42 | 11 | 9  | 22 | 57 | 80 | -23 |
|  | 21   | Burscough            | 36 | 42 | 10 | 6  | 26 | 43 | 80 | -37 |
|  | 22   | Hucknall Town        | 28 | 42 | 5  | 13 | 24 | 39 | 84 | -45 |

Legenda:
      Promosso in Conference League Premier 2009-2010.
  Ammesso ai play-off.
      Retrocesso in Northern Premier League Premier Division 2009-2010.
Regolamento:
Tre punti a vittoria, uno a pareggio, zero a sconfitta.
In caso di arrivo di due o più squadre a pari punti, la graduatoria viene stilata secondo i seguenti criteri:
- differenza reti
- maggior numero di gol segnati

Note:

Il King's Lynn è stato escluso alla fine della stagione, in quanto il suo stadio non soddisfaceva i requisiti richiesti dalla lega.
Hyde United inizialmente retrocesso e successivamente riammesso in Conference League North 2009-2010.

## Spareggi

### Play-off

#### Tabellone
|  | Semifinali | Semifinali         | Semifinali | Semifinali | Semifinali |  |  | Finale | Finale             | Finale |  |
|  |            |                    |            |            |            |  |  |        |                    |        |  |
|  | 5          | Southport          | 0          | 1          | 1          |  |  |        |                    |        |  |
|  | 2          | Gateshead          | 1          | 1          | 2          |  |  | 5      | Gateshead          | 1      |  |
|  | 4          | AFC Telford United | 2          | 3          | 5          |  |  | 4      | AFC Telford United | 0      |  |
|  | 3          | Alfreton Town      | 0          | 4          | 4          |  |  |        |                    |        |  |